# Saint-Just-Ibarre
Saint-Just-Ibarre är en kommun i departementet Pyrénées-Atlantiques i regionen Nouvelle-Aquitaine i sydvästra Frankrike. Kommunen ligger i kantonen Iholdy som tillhör arrondissementet Bayonne. År 2022 hade Saint-Just-Ibarre 195 invånare.

## Befolkningsutveckling
Antalet invånare i kommunen Saint-Just-Ibarre
| Referens: INSEE |